# Michael Flomen
Michael Flomen est un artiste autodidacte canadien. Il a commencé sa carrière en créant des photogrammes, ou photographies sans appareil photo avec l’aide de la nature. Flomen a commencé à prendre des photos à la fin des années 1960, et expose ses œuvres à l’échelle internationale depuis 1972. Neige, eau, lueur des lucioles, sable, sédiments, littoral, rivage et autres phénomènes naturels forment les éléments qu’il utilise pour créer ses photogrammes.

## Biographie
Michael Flomen est né à Montréal au Québec en 1952. De 1969 à 1971, Flomen a fréquenté l’école Darrow située sur le site d’un village historique de Shaker dans les montagnes Taconic, à l’ouest du centre des Berkshire à New Lebanon, New York.
Flomen a commencé à prendre des photos à l’adolescence en 1967-1968, capturant des images de sa famille et de son environnement quotidien. En 1969-1971, pendant son séjour à l’école Darrow, il a créé une série sur son environnement dans la communauté construite par les Shaker. En 1971, à l’âge de 19 ans, Flomen voyage en Europe et décide au cours de son voyage qu’il poursuivra la photographie une fois de retour au Canada. Flomen avait initialement prévu d’étudier la biologie marine à l’Université de Miami, mais il a toujours conservé un intérêt actif pour la science et le monde naturel.
En 1972, Flomen est présenté à William (Bill) Ewing, le propriétaire et directeur des Galeries photographiques du Centaur, (connues sous le nom d’Optica après 1974) à Montréal. Au cours de ces premières années, Flomen a commencé à travailler comme imprimeur en chambre noire et collaborateur de nombreux artistes, dont Jacques Henri Lartigue (1894-1986), Lynne Cohen (1944-2014) et Adam Fuss (en) (né en 1961). Chez Centaur, Flomen a été exposé à des livres sur l’art de la photographie qui ont inspiré sa passion. Il voulait faire partie du mouvement du XXe siècle pour élever le statut de la photographie à celui d’un art.
La rencontre de Flomen avec Ewing a conduit à sa première exposition solo Shaker Light en 1972 au Centaur qui présentait ses photographies qu’il a prises de l’architecture Shaker sur le site de la communauté Shaker du Mount Lebanon.
Sa carrière dans l’impression et la photographie a progressé à partir de là. Ewing présente bientôt Flomen à son futur mentor, le cinéaste-photographe Guy Borremans qui loue plus tard son appartement du Plateau équipé d’une chambre noire à Flomen. À cette époque, Borremans l’a présenté à Vittorio Fiorucci, un graphiste de renommée internationale et ami de longue date qui a eu une influence majeure et durable sur Flomen. Au début des années 1970, Flomen a commencé à travailler comme photographe commercial tout en réalisant des photographies de rue.

## Œuvres

### Photos de rue: 1971 - c.1991
En 1971, Flomen a commencé à travailler sur sa photographie de rue. En 1976, il avait construit une chambre noire équipée de grandes cuves qu’il avait conçues pour développer ses tirages à grande échelle, et avait acquis d’énormes agrandisseurs Saltzman conçus par l’armée américaine pour la cartographie. La même année, il a été inclus dans une importante exposition de groupe « Young Canadian Photographers » à la Yajima/Galerie à Montréal. En 1980, le premier livre de photographies de rue de Flomen, Details/M. Flomen, a été publié. Les œuvres de Details ont suivi un style de formalisme Cartier-Bresson, utilisant le moment décisif dans des photographies prises dans divers endroits du monde. Dans la publication Détails/M. Flomen, Louis Patrick décrit les premières séries de Flomen comme « des doubles sens photographiques ; posant des énigmes visuelles tout en nous amusant avec des doublures en noir et blanc. ». Patrick poursuit en disant : « Bien que Flomen photographie souvent des personnes et des événements, ce n’est pas un photojournaliste, mais un magicien des rues dont l’appareil photo transforme les petits détails du quotidien en reflets mystérieux, parfois presque sinistres, de la société d’aujourd’hui… Les images, au lieu de nous dire qui, quand ou où, nous taquinent en nous demandant quoi et pourquoi — des questions auxquelles Flomen préfère que nous répondions par nous-mêmes. »
En 1985, le travail de Flomen a été inclus dans une exposition de groupe Photographie contemporaine canadienne, de la Collection de l’Office national du film au Musée des beaux-arts du Canada, à Ottawa, Ontario. Sa photographie de rue a été présentée dans une deuxième publication d’art Still Life Draped Stone de 1985. Dans l’avant-propos du livre, Peter Sibbald Brown résume la sensibilité de Flomen en tant que photographe de rue : « Le courant dominant du travail de Flomen au cours de la dernière décennie a été soucieux des valeurs picturales intrinsèques, les images sont horizontales, plein cadre, monochromes, non didactiques, ni ornementales ni monumentales, elles révèlent une globalité de détails, et présentent pour la plupart des formes anthropomorphiques anonymes, dans un environnement tectonique. »
Le format et le style de photographie de Flomen ont radicalement changé au début des années 1990 lorsqu’il a commencé à documenter de grandes congères de neige à Montréal à l’aide d’appareils photo grand format, passant d’un film 35 mm à un film 8 x 10 pouces. En 1993, il reçoit une bourse de 6 mois du ministère des Affaires culturelles du Québec pour une résidence en studio dans un loft à New York. Là-bas, il a travaillé avec le photographe Todd Watts, et il a produit des photographies grand format qui seront plus tard incluses dans ses installations Night and Friend à la galerie Motel Fine Arts à New York. En 1995, Flomen expose la série Imminent Ground à la Galerie Vox à Montréal. Dans le magazine d’art Ciel Variable, Jennifer Couëlle décrit ces œuvres : « Les paysages de Flomen, qui ressemblent plus à des paysages lunaires, mais sont en fait des paysages enneigés, sont convaincants. C’est un monde de détails qui prend vie grâce à une utilisation savamment dramatique du cadrage et de l’éclairage. »

### Photographie sans appareil
La transition stylistique et technique de Flomen des appareils photo grand format à la création d’images sans caméra, ou photogrammes, a commencé en 1999, lorsqu’il a exposé des images directement sur des négatifs de film 8 x 10 pouces à partir de la source de lumière naturelle des lucioles. Flomen était dans le Vermont dans son chalet où il séjourne souvent, et au crépuscule, il voulait faire des photos des lucioles qui sortaient, mais sans utiliser d’appareil photo ni de flash. Il a collaboré avec une luciole pour créer un photogramme en exposant le négatif 8 x 10 pouces avec la lueur de la luciole. Flomen a pris le négatif et a imprimé les premières œuvres de la série Higher Ground.
Du milieu à la fin des années 2000, Flomen a commencé une série de photogrammes appelés Teeming qui documentaient les rivages et les plans d’eau naturels. Dans cette série, il a commencé à travailler directement sur du papier sensible à la lumière, capturant des images de poissons, d’algues, de sédiments et d’autres matières organiques. En 2008, le travail de Flomen a été présenté dans l’exposition Fragile à la Galerie Pangée à Montréal. Dans un texte publié à l’occasion de cette exposition, John K. Grande écrivait qu’« en rendant visibles des parties d’un monde jusqu’alors invisibles et même insoupçonnées par beaucoup d’entre nous, il nous place carrément au seuil d’un espace visuel ineffable qui éclipse, séduit — et promet de nous avaler tout entiers. »
Grande a de nouveau écrit sur les œuvres de Teeming dans la publication Eco-Art de 2011 : « Un Brassai des bois, dont les rues sont des rivières et les feux rouges sont des arbres, Michael Flomen (1952) génère des images qui ne sont pas dans le langage du culte actuel de l’image, et il le fait tout au long des quatre saisons, que ce soit au Vermont, dans les Laurentides du Québec, ou ailleurs. Les images grand format en noir et blanc de Flomen sont les hiéroglyphes d’un explorateur qui travaille avec la lumière pour révéler ce qui est là, mais rarement vu. L’activité de Flomen produit des documents remarquables de diversité naturelle, de collaboration avec la nature, ce qui leur donne leur dynamisme incontestable. »
Dans sa série Crunchtime de la fin des années 2000, Flomen a commencé à écraser physiquement le papier photosensible lui-même pour capturer différents niveaux de texture et de profondeur dans différents environnements naturels. Dans la série Pharmed de Flomen des années 2010, Flomen a exposé des négatifs originaux sur plaque de verre in situ, directement de la nature sans utiliser d’appareil photo, à utiliser pour l’impression de ses photographies. Les origines et le contexte de cette série sont décrits dans un folio de ses œuvres de la série : « Les émulsions photosensibles ont été préparées par l’artiste pour être exposées dans des bassins versants marécageux au plus fort de la saison printanière. La nuit, au bord de l’eau, Flomen documente les éléments organiques qui existent dans ces paysages très vibrants. L’artiste imprime à partir des plaques de verre grand format sur du papier gélatino-argentique. Les résultats sont d’un autre monde, révélant la naissance de quelque chose de nouveau. »

## Collections
- Whitney Museum of American Art, New York, États-Unis[17]
- Philadelphia Museum of Art, Philadelphia, Pennsylvania, États-Unis[18]
- George Eastman House, Rochester, New York, États-Unis[19]
- Museum of Fine Arts, Boston, Massachusetts, États-Unis[20]
- Harvard University Art Museums - Fogg Art Museum, Cambridge, Massachusetts, États-Unis[21]
- Norton Museum of Art, West Palm Beach, Florida, États-Unis
- Los Angeles County Museum of Art, Los Angeles, California, États-Unis[22]
- Winnipeg Art Gallery, Winnipeg, Manitoba, Canada
- Ministry of External Affairs, Ottawa, Ontario, Canada
- Musée de L’Architecture, Liège, Belgium
- Mt. Lebanon Shaker Museum, New Lebanon, New York, États-Unis
- Musée national des beaux-arts du Québec, Québec, Canada[23]
- The National Gallery of Canada, Ottawa, Ontario, Canada[24]
- National Archives of Canada, Ottawa, Ontario, Canada
- Glenbow Museum, Calgary, Alberta, Canada
- Nipissing University, North Bay, Ontario, Canada
- The Nelson Atkins Museum of Art, Kansas City, Missouri, États-Unis
- Kitchener – Waterloo Art Gallery, Kitchener, Ontario, Canada
- Montréal Museum of Fine Arts, Montréal, Québec, Canada
- Musée d'art de Joliette, Québec, Canada

## Expositions (sélection)

### Solo
2019
- « FLOW Photofest », Inverness Museum and Art Gallery, Inverness, Scotland, United Kingdom[25]
- Trop tard, PHOS Festival photo + art, Matane, QC, Canada[26]

2018
- Michael Flomen at Somerset House, Duran/Mashaal Gallery, Photo London 2018, London, United Kingdom

2017
- Dark Waters, Denny Gallery, New York, États-Unis[27]

2014
- Wild Nights, Boîte noire Gallery, Los Angeles, CA, États-Unis[28]
- Intuitive Vision, Kitchener-Waterloo Art Gallery, Kitchener, ON, Canada[29]

2013
- Nuit sauvages, VU Photo, Québec, QC, Canada  [30]

2008
- Fragile. The photograms of Michael Flomen, Galerie Pangée, Montréal, QC, Canada[31]

2005
- Teeming, Ricco/Maresca Gallery, New York, NY, États-Unis [32]

1972
- Shaker Light, Les galleries photographiques du Centaur, Montréal, QC, Canada

### Groupe
2022
- Articulating Legibility: Works from the Permanent Collection, Mar 30, 2021 - Mar 6 2022, Kitchener-Waterloo Art Gallery, Kitchener, ON, Canada[33].

2021
- « The Expanded Landscape », du 19 juin au 10 octobre, The Getty Center, Los Angeles, CA, États-Unis[34].
  - « Des horizons d’attente », Musée d’art contemporain de Montréal, Montréal, QC, Canada[35].

2019
- « Small Between the Stars, Large Against the Sky », du 16 février au 22 avril, Musée national des beaux-arts du Québec Manif d’Art 9 - La biennale de Québec, commissaire Jonathan Watkins. Quebec, QC, Canada[36].
  - « Bilder Ohne Kamera », du 14 août au 20 septembre, Eboran Galerie, Fotogrammatische Werke aus des Sammlung SpallArt, Salzburg, Austria[37].

2018
- « Nuit solaire », 26 et 27 janvier, Musée national des beaux-arts de Québec, Québec, QC, Canada, commissaire Sébastien Hudon[38].
- « Submerged », 16 et 17 juin, SciArt Center, 184 Orchard Gallery, New York, États-Unis[39].

2017
- « Le temps file : Portait de la vanité dans la collection du MNBAQ », du 6 avril au 24 septembre, Musée national des beaux-arts du Québec, Québec, QC, Canada[40].

1976
- « Young Canadian Photographers », The Yajima Gallery, Montréal, QC, Canada[1]